# Adelaide di Normandia
Adelaide di Normandia, o Adeliza o Aeliz (1030 circa – 1082/4), è stata contessa consorte di Ponthieu, di Montreuil e d'Aumale, dal 1052 al 1053, e dal 1053 alla sua morte contessa di Aumale, inoltre tra il 1053 ed il 1054 fu contessa consorte di Lens e dal 1060 al 1066 fu contessa consorte di Champagne.

## Origine
Aeliz era l'unica figlia femmina del Duca di Normandia, Roberto I il Magnifico e di una sua concubina, di cui non si conoscono né il nome né i nomi degli ascendenti, escludendo che fosse Herleva, la madre di Guglielmo il Bastardo, per cui Aeliz o Adelaide era la sorellastra di Guglielmo poi conosciuto come il Conquistatore.

## Biografia
I diversi storici che scrissero il Gesta Normannorum Ducum la chiamano sorella di Guglielmo il Conquistatore (Guglielmo I) per la stessa madre, Herleva o figlia di Roberto da madre diversa.
Alla morte del duca di Normandia, Riccardo III, nel 1028, il padre di Adelaide, Roberto, gli succedette in quanto fratello maschio secondogenito, diseredando e spodestando del titolo ducale il nipote Nicola, come confermano anche Robert di Torigny, Guglielmo di Jumièges e il monaco e cronista inglese, Orderico Vitale.
Dopo la morte di suo padre, Roberto, avvenuta, secondo Guglielmo di Jumièges, a Nicea il 2 luglio 1035, di Adelaide non si hanno più notizie, sino a quando il fratellastro, Guglielmo il Bastardo, duca di Normandia, la diede in moglie (prima del 1050) al futuro conte di Ponthieu e di Montreuil, Enguerrand II.
Adelaide rimase vedova nel 1053, come riporta Guglielmo di Jumièges: suo marito Enguerrand II, divenuto conte di Abbeville, morì in battaglia al castello di Arques. Adelaide mantenne il titolo di contessa di Aumale, anche dopo la morte del marito, mentre i titoli di conte di Ponthieu e di Montreuil andarono all'unico figlio maschio, Guido.
Pochi mesi dopo, Adelaide si unì in matrimonio, in seconde nozze, col conte di Lens, Lamberto II. Di questo secondo matrimonio si ha notizia indiretta da Orderico Vitale che riporta che Guglielmo il Bastardo elevò al rango di conti di Northampton, Waltheof con la moglie, ovvero nipote Giuditta, figlia di Adelaide e Lamberto II.
Adelaide, dopo pochi mesi di matrimonio, nel 1054, rimase vedova per la seconda volta; infatti Lamberto II perse la vita nella battaglia di Phalempin. Il titolo di conte di Lens andò a suo fratello maggiore, Eustachio II, già conte di Boulogne.
Adelaide nel 1060 sposò in terze nozze il Conte di Champagne (diciannovesimo conte di Troyes, decimo conte di Meaux) e di Vitry, Oddone III, che, secondo il documento n° XLVI del Cartulaire noir de la cathédrale d'Angers era il nipote del suo tutore, il conte di Blois, Tours, Chartres, Châteaudun, Provins e Reims, Tebaldo III; quindi era figlio del Conte di Champagne (diciottesimo conte di Troyes, nono conte di Meaux), Stefano II di Troyes e di Adele o Adelaide di cui non si conoscono gli ascendenti, ma che il documento n° 59, del 1090 circa, delle Chartes de Montiérender cita come madre (Adelaidis matris sue) di Oddone III conte di Troyes (Odo Trecassinus comes). Il matrimonio tra Adelaide e Oddone III viene confermato da orderico Vitale.
Adelaide morì prima del terzo marito, Oddone III; secondo la Gallia Christiana, Vol. XI, Instrumenta, V, Adelaide era ancora viva, nel 1082, quando suo fratellastro, Guglielmo il Bastardo, per fare una donazione all'abbazia de La Trinité di Caen, dovette chiedere il consenso di Adelaide. Adelaide morì comunque non molto tempo dopo.

## Figli
Adelaide a Enguerrand II diede tre figli:
- Guido († 13 novembre 1100), conte di Ponthieu e di Montreuil; la Chronique de l'abbaye de Saint-Riquier in due citazioni, prima lo definisce figlio[17] e poi fratello di Enguerrand II[18].
- Adelaide, citata nel Complete Peerage del 1098[10];
- Elissenda, andata sposa prima del 1091 a Ugo II di Campdavaine, conte di Saint-Pol, come viene confermato dal Cartulaires de l'abbaye de Molesme, Tome II[10].

Adelaide a Lamberto di Boulogne diede una figlia;
- Giuditta (1054-dopo il 1086), andata sposa nel 1070 a Waltheof, conte di Huntingdon, citata col marito da Orderico Vitale[11].

Adelaide a Oddone III di Troyes diede un figlio;:
- Stefano (prima del 1070 - 1127), conte di Aumale.[19].

## Ascendenza
|                          |   |                             | Genitori            |  |  | Nonni |  |  | Bisnonni                |  |  | Trisnonni                |  |
|                          |   |                             |                     |  |  |       |  |  | Riccardo I di Normandia |  |  | Guglielmo I di Normandia |  |
|                          |   |                             |                     |  |  |       |  |  | Riccardo I di Normandia |  |  | Guglielmo I di Normandia |  |
|                          |   | Sprota                      |                     |  |  |       |  |  | Riccardo I di Normandia |  |  |                          |  |
| Riccardo II di Normandia |   |                             |                     |  |  |       |  |  | Riccardo I di Normandia |  |  |                          |  |
|                          |   | Gunnora di Normandia        | …                   |  |  |       |  |  |                         |  |  |                          |  |
|                          |   | Gunnora di Normandia        | …                   |  |  |       |  |  |                         |  |  |                          |  |
|                          |   | Gunnora di Normandia        | …                   |  |  |       |  |  |                         |  |  |                          |  |
| Roberto I di Normandia   |   | Gunnora di Normandia        |                     |  |  |       |  |  |                         |  |  |                          |  |
|                          |   | Conan I di Bretagna         | Judicael Berengario |  |  |       |  |  |                         |  |  |                          |  |
|                          |   | Conan I di Bretagna         | Judicael Berengario |  |  |       |  |  |                         |  |  |                          |  |
|                          |   | Conan I di Bretagna         | Gerberga            |  |  |       |  |  |                         |  |  |                          |  |
| Giuditta di Bretagna     |   | Conan I di Bretagna         |                     |  |  |       |  |  |                         |  |  |                          |  |
|                          |   | Ermengarde-Gerberga d'Angiò | Goffredo I d'Angiò  |  |  |       |  |  |                         |  |  |                          |  |
|                          |   | Ermengarde-Gerberga d'Angiò | Goffredo I d'Angiò  |  |  |       |  |  |                         |  |  |                          |  |
|                          |   | Ermengarde-Gerberga d'Angiò | Adele di Troyes     |  |  |       |  |  |                         |  |  |                          |  |
| Adelaide d'Inghilterra   |   | Ermengarde-Gerberga d'Angiò |                     |  |  |       |  |  |                         |  |  |                          |  |
|                          | … | …                           |                     |  |  |       |  |  |                         |  |  |                          |  |
|                          | … | …                           |                     |  |  |       |  |  |                         |  |  |                          |  |
|                          | … | …                           |                     |  |  |       |  |  |                         |  |  |                          |  |
| …                        | … |                             |                     |  |  |       |  |  |                         |  |  |                          |  |
|                          |   | …                           | …                   |  |  |       |  |  |                         |  |  |                          |  |
|                          |   | …                           | …                   |  |  |       |  |  |                         |  |  |                          |  |
|                          |   | …                           | …                   |  |  |       |  |  |                         |  |  |                          |  |
| …                        |   | …                           |                     |  |  |       |  |  |                         |  |  |                          |  |
|                          |   | …                           | …                   |  |  |       |  |  |                         |  |  |                          |  |
|                          |   | …                           | …                   |  |  |       |  |  |                         |  |  |                          |  |
|                          |   | …                           | …                   |  |  |       |  |  |                         |  |  |                          |  |
| …                        |   | …                           |                     |  |  |       |  |  |                         |  |  |                          |  |
|                          |   | …                           | …                   |  |  |       |  |  |                         |  |  |                          |  |
|                          |   | …                           | …                   |  |  |       |  |  |                         |  |  |                          |  |
|                          |   | …                           | …                   |  |  |       |  |  |                         |  |  |                          |  |
|                          |   | …                           |                     |  |  |       |  |  |                         |  |  |                          |  |

### Fonti primarie
- (LA) Gallia Christiana, Vol. XI..
- (LA) Cartulaire noir de la cathédrale d'Angers..
- (LA) Chronique de Robert de Torigni, abbé du Mont-Saint-Michel, vol I..
- (LA) Monumenta Germanica Historica, tomus IX. URL consultato il 1º marzo 2020 (archiviato dall'url originale il 13 giugno 2018)..
- (FR) "Chronicon centulense", ou Chronique de l'abbaye de Saint-Riquier..
- (LA) HISTORIA HIEROSOLYMITANAE EXPEDITIONIS, liber II..
- (LA) Ordericus Vitalis, Historia Ecclesiastica, vol. II, liber III -V..
- (LA) Ordericus Vitalis, Historia Ecclesiastica, vol. II..
- (LA) Rodulfus Glaber Cluniacensis: Historiarum Sui Temporis Libri Quinque (PDF)..
- (LA) Ordericus Vitalis, Historia Ecclesiastica, vol. unicum..
- (LA) Historiæ Normannorum Scriptores Antiqui..
- (LA) Chartes de Montiérender..

### Letteratura storiografica
- Pierre Bauduin, La Première Normandie (Xe-XIe siècles), Caen, Presses Universitaires de Caen, 2004 ISBN 2-84133-145-8
- William John Corbett, "L'evoluzione del ducato di Normandia e la conquista normanna dell'inghilterra", cap. I, vol. VI (Declino dell'impero e del papato e sviluppo degli stati nazionali) della Storia del Mondo Medievale, 1999, pp. 5–55.